# Olympische Sommerspiele 1936/Polo

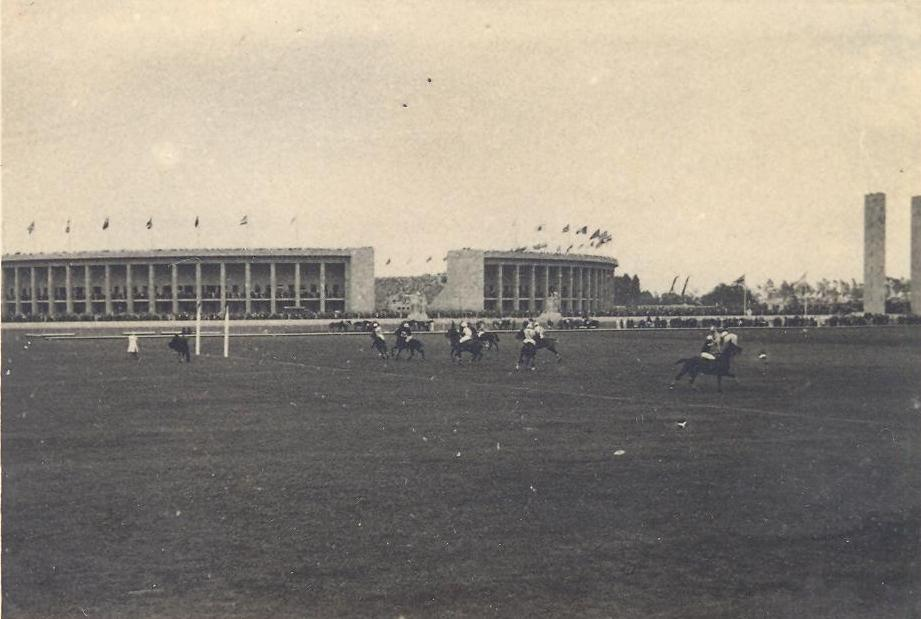
Spielszene

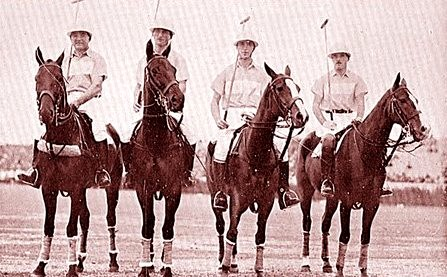
Das argentinische Poloteam

Bei den XI. Olympischen Sommerspielen 1936 in Berlin fand zum letzten Mal ein Polo-Turnier statt. Austragungsort war das Maifeld westlich des Olympiastadions.
Gespielt wurde nach den Regeln des Hurlingham Polo Club in London. Die einzige Änderung im Reglement war der Seitenwechsel nach jedem Tor. Gespielt wurden sieben Chukkers zu je acht Minuten. Die Hoffnung, dass auch die Vereinigten Staaten und das berühmte indische Team teilnehmen würden, erfüllte sich nicht.
Die Mannschaften wurden nach ihrer Spielstärke eingeteilt. Argentinien und Großbritannien spielten mit Mexiko in der starken Gruppe und ermittelten die Finalpaarung. Deutschland und Ungarn spielten in der schwachen Gruppe einen Teilnehmer für das Spiel um den 3. Platz aus. Da das Spiel zwischen Ungarn und Deutschland in der Vorrunde auch nach Verlängerung unentschieden blieb, wurde eine Wiederholung angesetzt. Dieses gewann die Mannschaft aus Ungarn deutlich. Deutschland war durch den einzigen auch heute noch existierenden Verein, den 1896 gegründeten Hamburger Polo Club, vertreten.

## Turnier

### Ergebnisse
| Vorrunde             | Vorrunde       | Vorrunde        | Vorrunde  |
| -------------------- | -------------- | --------------- | --------- |
| 3. August, 14:00 Uhr | Großbritannien | Mexiko          | 13:11     |
| 4. August, 14:00 Uhr | Ungarn         | Deutsches Reich | 8:8 n. V. |
| 5. August, 14:00 Uhr | Argentinien    | Mexiko          | 15:5      |
| 6. August, 14:00 Uhr | Ungarn         | Deutsches Reich | 16:6      |
| Spiel um Platz 3     |                |                 |           |
| 8. August, 14:00 Uhr | Mexiko         | Ungarn          | 16:2      |
| Finale               |                |                 |           |
| 7. August, 14:00 Uhr | Argentinien    | Großbritannien  | 11:0      |

### Abschlussplatzierungen
| Platz | Land | Athleten                                                                      |
| ----- | ---- | ----------------------------------------------------------------------------- |
| 1     | ARG  | Manuel Andrada Roberto Cavanagh Luis Duggan Andrés Gazzotti                   |
| 2     | GBR  | David Dawnay Bryan Fowler William Hinde Humphrey Guinness                     |
| 3     | MEX  | Juan Gracia Julio Müller Antonio Nava Alberto Ramos                           |
| 4     | HUN  | Kálmán Bartalis István Bethlen Tivadar Dienes-Öhm Dezső Kovács Imre Szentpály |
| 5     | GER  | Heinrich Amsinck Walter Bartram Arthur Köser Robert Miles Reincke             |